# ميخائيل بينينغتون
ميخائيل بينينغتون (بالإنجليزية: Michael Pennington)‏ هو كاتب وممثل بريطاني، ولد في 7 يونيو 1943 بكامبريدج في المملكة المتحدة.

## أعمال

### أفلام
- (1983)  عودة الجيداي[3]

## وصلات خارجية
- ميخائيل بينينغتون على موقع IMDb (الإنجليزية)
- ميخائيل بينينغتون على موقع روتن توميتوز (الإنجليزية)
- ميخائيل بينينغتون على موقع ألو سيني (الفرنسية)
- ميخائيل بينينغتون على موقع ميوزك برينز (الإنجليزية)
- ميخائيل بينينغتون على موقع أول موفي (الإنجليزية)
- ميخائيل بينينغتون على موقع قاعدة بيانات برودواي على الإنترنت (الإنجليزية)
- ميخائيل بينينغتون على موقع قاعدة بيانات الأفلام السويدية (السويدية)
- ميخائيل بينينغتون على موقع قاعدة بيانات الفيلم (الإنجليزية)
- ميخائيل بينينغتون على موقع كينوبويسك (الروسية)